# Distretto di Bergama
Il distretto di Bergama (in turco Bergama ilçesi) è un distretto della provincia di Smirne, in Turchia.

## Amministrazioni
Al distretto appartengono 6 comuni e 113 villaggi.

### Comuni
- Bergama (centro)
- Ayaskent
- Bölcek
- Göçbeyli
- Yenikent
- Zeytindağ